# Sayyida Zumurrud Khatun
Sayyida Zumurrud Khatun, död 1203, var mor till Abbasidkalifatets kalif, Al-Nasir (regent 1180–1225).
Hon var av turkiskt ursprung. Hon hamnade i abbasiddynastins harem som en av Al-Mustadis slavkonkubiner. 
Som kalifens mor blev hon haremets främsta kvinna. Hon beskrivs som from och som en mecenat av arkitektur och offentliga byggnadsverk. Hon var anhängare av hanbaliskolan, och övertalade sin son att släppa teologen Ibn al-Jawzi ur fängelset. 